# 灶神星族
灶神星族 是一個龐大且顯赫的小行星家族，在主帶內側，靠近灶神星附近的V型小行星幾乎都是他的家族成員。主帶內6%的小行星屬於這個家族。

## 特徵

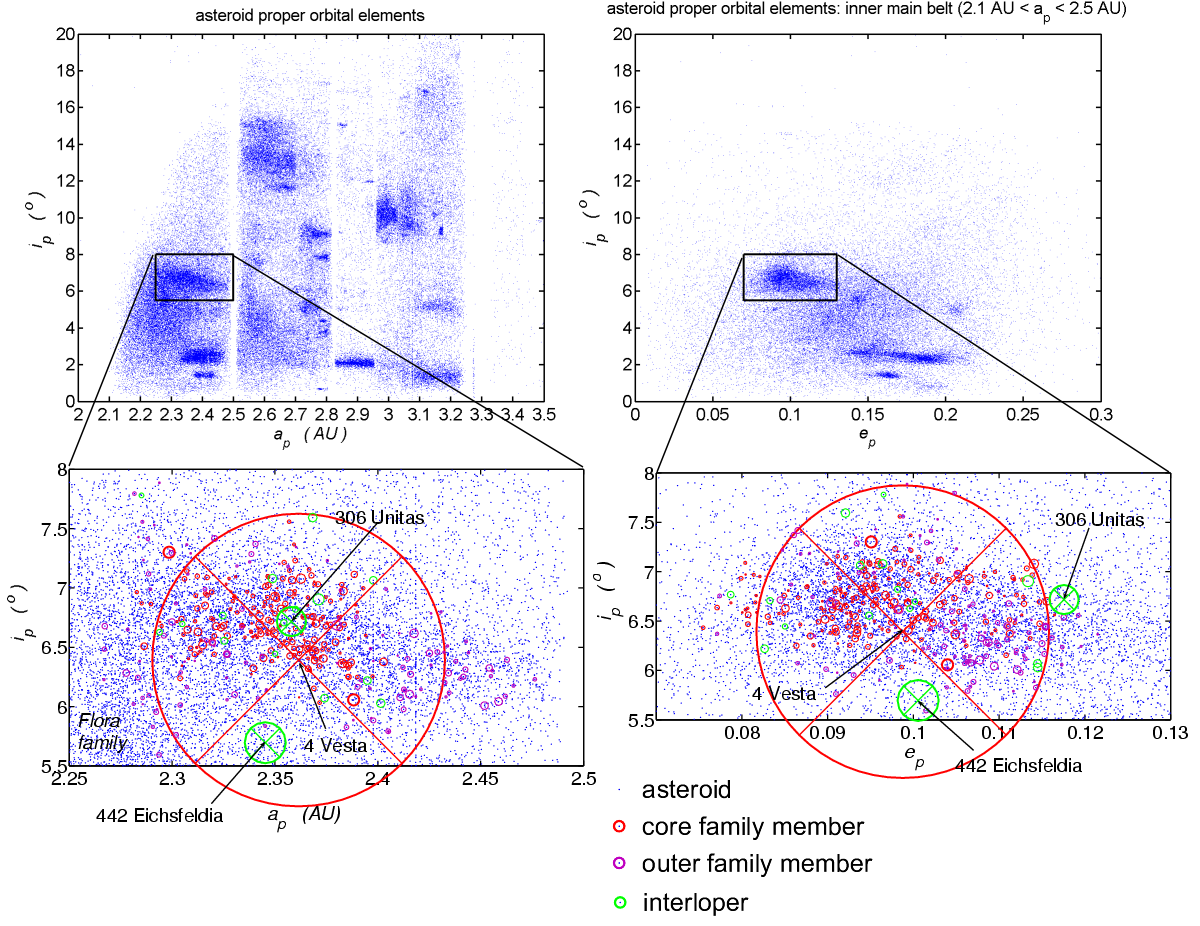
灶神星族的位置和結構。

這個家族的成員有灶神星，第二大的小行星（平均值徑530公里），和許多直徑在10公里以下的小行星。其中最亮的是1929 Kollaa和2045 北京，絕對星等12.2等。如果它們有和灶神星一樣高的反照率或是稍暗些，則估計直半徑約為7.5公里。
家族的成員來自灶神星被撞擊出的碎片，在南極附近的大坑穴可能就是撞擊點。灶神星族也是HED隕石的來源。
這個家族也有一些J-型小行星（V型的親戚），它們被認為是來自比灶神星外殼更深的內部幾層，並且對應於HED隕石的古銅無球隕石。
HCM的數值分析（Zappala 1995）確認了許多家族'核心'的數量，它們固有軌道要素的概略值列於下表：
|     | ap      | ep    | ip   |
| --- | ------- | ----- | ---- |
| min | 2.26 AU | 0.075 | 5.6° |
| max | 2.48 AU | 0.122 | 7.9° |

這給出了家族大約的邊界。以目前的曆元，核心成員密切軌道要素的範圍是：
|     | a       | e     | i    |
| --- | ------- | ----- | ---- |
| min | 2.26 AU | 0.035 | 5.0° |
| max | 2.48 AU | 0.162 | 8.3° |

Zappala 1995 的分析發現235個核心成員。在2005年，對一個擁有96944顆小行星軌道元素的資料庫（AstDys）進行適當的搜尋之後，有6051顆（大約是6%）位在第一個表中的灶神星族區域內。

## 入侵者
經由光譜分析顯示，有些較大的成員並不屬於灶神星族，實際上是闖入的入侵者。它們的光譜不是V-型或J-型，但是它們的軌道是符合的。這些入侵者有 306 Unitas、442 Eichsfeldia, 1697 Koskenniemi, 178 Van Biesbroeck, 2024 McLaughlin, 2029 Binomi, 2086 Newell,2346 Lilio，還有一些其他的。（要確認請參考PDS asteroid taxonomy data set Archive.today的存檔，存档日期2003-11-19）。